# 闊葉毛口蘚
闊葉毛口蘚（学名：Trichostomum platyphyllum）为錦蘚科毛口蘚屬下的一个种。